# Сантандерский международный фестиваль

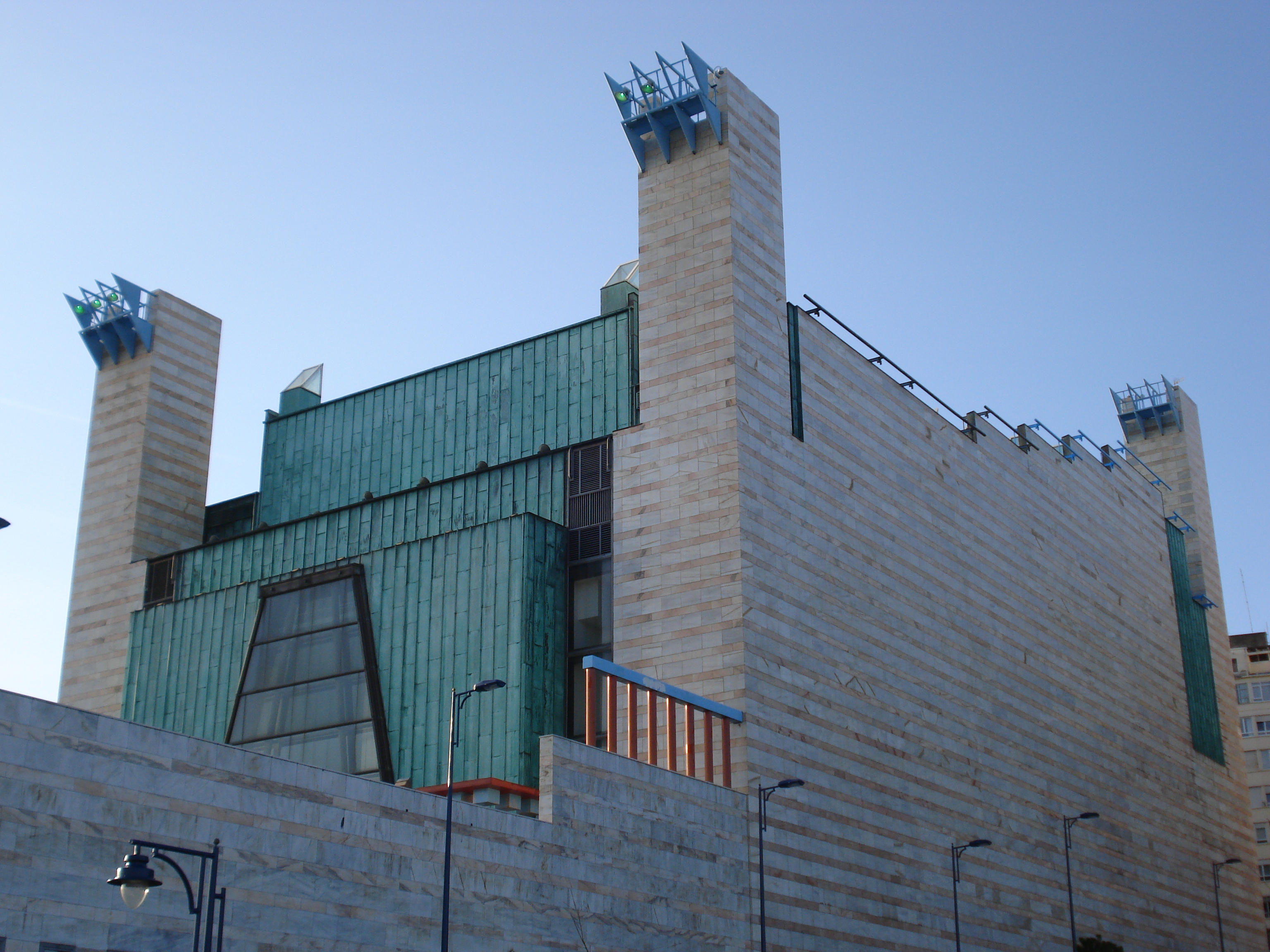
Дворец фестивалей Кантабрии

Сантандерский международный фестиваль (исп. Festival Internacional de Santander, FIS) — музыкальный фестиваль, проводящийся ежегодно в городе Сантандере, Кантабрия, начиная с 1948 года, когда он был создан для приобщения иностранных студентов университета Менендеса-и-Пелайо к испанской культуре.

## История
Своё начало Сантандерский фестиваль берёт с 1948 года, когда он был создан в Международном университете Сантандера (с 1949 года — Университет им. Менендеса-и-Пелайо) для приобщения иностранных студентов к испанской музыке, фольклору и театру.
В 1952 году, во-многом благодаря первому директору Хосе Мануэлю Рианчо, фестиваль впервые прошёл под открытым небом на площади Педро Веларде, более известной как Пласа-Портикада. Через четыре года, в 1956-м, он стал членом Европейской ассоциации фестивалей (EFA). В 1983 году в Сантандере прошла ежегодная ассамблея Европейской ассоциации фестивалей.
В 1984 году был утверждён проект Дворца фестивалей архитектора Франсиско Хавьра Саенса де Ойса. 30 августа 1990 года состоялся последний концерт на Пласа-Портикада, с участием Мстислава Ростроповича и Норвежского камерного оркестра.

## Дворец фестивалей
С 1991 года основным местом проведения Сантандерского фестиваля является Дворец фестивалей, специально созданный для данного, важного для автономного сообщества, события. Находится напротив Сантандерской бухты, и является современным сооружением, предназначенным для проведения конференций, собраний, а также театральных и музыкальных выступлений.
Помимо Дворца фестивалей, выступления проходят в парках, церквях и монастырях как в Сантандере, так и в других населённых пунктах Кантабрии.